# 二元经济
二元经济模型也称作两部门模型（Dual Sector model）是1979年诺贝尔经济学奖获得者美国经济学家威廉·阿瑟·刘易斯在1954年发表的《劳动无限供给下的经济发展》中提出的发展经济学模型。

## 模型内容
“二元经济”指发展中国家的经济是由两个不同的经济部门组成。一是維持生計部门，二是现代部门。

### 維持生計部门
自给自足的农业及简单的、零星的商业、服务业，劳动生产率很低，边际劳动生产率接近零甚至小于零，非熟练劳动的工资极低，在该部门存在大量的隐蔽性失业，但容纳着发展中国家的绝大部分劳动力。
- 生产方式：“维持生计”的产业

### 现代部门
技术较先进的工矿业、建筑业、近代商业、服务业、容纳的就业劳动力较少，劳动生产率较高，工资水平较高，在传统部门的工资之上。
- 生产方式：使用再生产性资本谋取利润，具有典型的资本主义特征

### 劳动力供给的无限性
存在着大量的剩余劳动的传统部门的人均收入水平决定了现代部门工资的下限，现代部门从传统部门大量吸收劳动力，而其工资水平基本保持不变。这是该模型的理论核心。
现代部门的利润来自劳动产出大于工资总量的部分，并不断把利润转化为资本扩大再生产，直至传统部门的剩余劳动被全部吸收。于是，现代部门大大扩张，传统部门只有在剩余劳动被吸收完毕后劳动生产率才能提高，传统部门的就业者的收入才能改善。

## 模型结论
- 经济发展的实质，就是现代部门的不断扩张和传统部门的不断萎缩。
- 工业化过程中，传统部门为现代部门输送剩余劳动，以廉价劳动力为现代部门创造利润，累积扩大再生产的资本。
- 剩余劳动未输送完毕的时候，传统部门的劳动生产率处于停滞状态。
- 传统部门是次要的、从属的、消极被动的；现代部门是积极能动的。

## 爭議及批評
- 刘易斯並沒有考慮到農工業平均成長的重要性，以及再生資本型利潤的投資會對農工業造成的影響；若資本家不將利潤投資在傳統部門，則現代部門的發展會受到危害。
- 若以傳統部門平均工資設定為現代部門下限才能吸收傳統部門的勞動力，即代表所吸收的勞動力不屬於傳統部門剩餘勞動力。因此，在現代部門吸收勞動力的過程中，傳統部門勞動生產率即會提高。
- 需考慮現代部門的職業訓練。